# Cambridgeshire Cats
I Cambridgeshire Cats sono una squadra di football americano di Cambridge, in Inghilterra; fondati nel 1985 come Cambridge County Cats, sono diventati Cambridge Crunchers nel 1989 e Cambridge Wildcats nel 1990, per poi chiudere nel 1991 e riaprire nel 1992 come Cambridge Cats. Hanno chiuso di nuovo nel 1999 e hanno riaperto nel 2002 col nome di Cambridgeshire Cats.
Hanno vinto un titolo nazionale di secondo livello e uno di terzo livello (validi anche come Britbowl di categoria).

## Dettaglio stagioni

### Amichevoli
| Stagione | Vin | Par | Per | Tot | PF | PS | avversaria                  |
| -------- | --- | --- | --- | --- | -- | -- | --------------------------- |
| 1995     | 1   | 0   | 0   | 1   | 26 | 14 | Gran Bretagna universitaria |
| 1996     | 0   | 0   | 1   | 1   | 27 | 35 | Gran Bretagna universitaria |
| Totale   | 1   | 0   | 1   | 2   | 53 | 49 |                             |

### Tornei nazionali

#### Campionato

##### Tabella 1984/Budweiser League National Division/BAFA NL Premiership
| Stagione | regular season | regular season | regular season | regular season | regular season | regular season | playoff | playoff | playoff | playoff | playoff | playoff   | playoff    |
|          | Vin            | Par            | Per            | Tot            | PF             | PS             | Vin     | Per     | Tot     | PF      | PS      | risultato | avversaria |
| -------- | -------------- | -------------- | -------------- | -------------- | -------------- | -------------- | ------- | ------- | ------- | ------- | ------- | --------- | ---------- |
| 1984     | 0              | 0              | 2              | 2              | 6              | 40             | -       | -       | -       | -       | -       | -         | -          |
| 1987     | 0              | 1              | 9              | 10             | 152            | 361            | -       | -       | -       | -       | -       | -         | -          |
| 2014     | 2              | 0              | 6              | 8              | 135            | 252            | -       | -       | -       | -       | -       | -         | -          |
| Totale   | 2              | 1              | 17             | 20             | 293            | 653            | -       | -       | -       | -       | -       |           |            |

Fonti: Enciclopedia del Football - A cura di Massimo Mezzetti

##### BAFA NL Division One
| Stagione | regular season | regular season | regular season | regular season | regular season | regular season | playoff | playoff | playoff | playoff | playoff | playoff   | playoff               |
|          | Vin            | Par            | Per            | Tot            | PF             | PS             | Vin     | Per     | Tot     | PF      | PS      | risultato | avversaria            |
| -------- | -------------- | -------------- | -------------- | -------------- | -------------- | -------------- | ------- | ------- | ------- | ------- | ------- | --------- | --------------------- |
| 2015     | 0              | 0              | 10             | 10             | 60             | 289            | -       | -       | -       | -       | -       | -         | -                     |
| 2017     | 5              | 0              | 5              | 10             | 156            | 142            | -       | -       | -       | -       | -       | -         | -                     |
| 2018     | 7              | 0              | 3              | 10             | 236            | 144            | -       | -       | -       | -       | -       | -         | -                     |
| 2022     | 8              | 0              | 2              | 10             | 357            | 143            | 2       | 1       | 3       | 91      | 98      | Finale    | East Kilbride Pirates |
| Totale   | 20             | 0              | 20             | 40             | 809            | 718            | 2       | 1       | 3       | 91      | 98      |           |                       |

Fonti: Enciclopedia del Football - A cura di Massimo Mezzetti

##### BAFA NL Division Two
| Stagione | regular season | regular season | regular season | regular season | regular season | regular season | playoff | playoff | playoff | playoff | playoff | playoff                    | playoff       |
|          | Vin            | Par            | Per            | Tot            | PF             | PS             | Vin     | Per     | Tot     | PF      | PS      | risultato                  | avversaria    |
| -------- | -------------- | -------------- | -------------- | -------------- | -------------- | -------------- | ------- | ------- | ------- | ------- | ------- | -------------------------- | ------------- |
| 2016     | 7              | 0              | 3              | 10             | 168            | 99             | 2       | 1       | 3       | 38      | 37      | Finale Southern Conference | Oxford Saints |
| Totale   | 7              | 0              | 3              | 10             | 168            | 99             | 2       | 1       | 3       | 38      | 37      |                            |               |

Fonti: Enciclopedia del Football - A cura di Massimo Mezzetti

### Riepilogo fasi finali disputate
| Anno              | Luogo  | Evento               | Fase del torneo            | Incontro                                    | Risultato |
| 11 settembre 2016 |        | BAFA NL Division Two | Finale Southern Conference | Oxford Saints - Cambridgeshire Cats         | 24 - 2    |
| 4 settembre 2022  | Londra | BAFA NL Division One | Finale                     | East Kilbride Pirates - Cambridgeshire Cats | 50 - 12   |

## Palmarès
- 1 BritBowl di 2º livello/Titolo britannico di 2º livello (1995)
- 1 BritBowl di 3º livello/Titolo britannico di 3º livello (1994)